# Chaenostoma glanduliferum
Chaenostoma glanduliferum là một loài thực vật có hoa trong họ Huyền sâm. Loài này được (Hilliard) Kornhall mô tả khoa học đầu tiên năm 2005.